# Charles Louis Cadet de Gassicourt
Charles Louis Cadet de Gassicourt (Paris, 23 de janeiro de 1769 – Paris, 21 de novembro de 1821) foi um advogado, farmacêutico e escritor francês. Era filho ilegítimo do rei Luís XV de França.

## Biografia
Oficialmente era filho de Louis Claude Cadet de Gassicourt e sua esposa Marie Thérèse Françoise Boisselet, entretanto em suas Memórias, o barão Thiébault, assegura que Gassicourt era fruto da relação amorosa entre Marie Thérèse Françoise Boisselet e o rei Luís XV de França.
Estuda direito no Collège de Navarre e no Collège Mazarin. Em 8 de janeiro de 1789 casou-se com Madeleine Baudet.
Quando eclode a Revolução Francesa, Gassicourt adere entusiasticamente a ela e entra na política. Ele não hesita em condenar os excessos do Tribunal Revolucionário. Acusado de ter participado da 13 Vendémiaire, Gassicourt é sentenciado a morte, obrigando-o a esconder-se em Berry durante três anos, sendo posteriormente inocentado.
Em 1809 foi nomeado farmacêutico a serviço do imperador Napoleão Bonaparte e recebeu o título de Cavaleiro do Império, após a Restauração francesa, dedicou-se exclusivamente a obras científicas e literárias, sendo eleito membro efetivo da Academia Nacional Francesa de Medicina.
Em dois de seus livros, ele explora a tese de como sociedades secretas, incluindo a Maçonaria, teriam favorecido o advento da Revolução Francesa.